# Братья по оружию (фильм, 1991)
«Братья по оружию» (англ. Comrades In Arms) — художественный фильм.

## Сюжет
Холодная война закончилась. Международный преступный картель грозит установить новый мировой порядок. Чтобы остановить его, спецназ Красной Армии и американский отряд «Дельта» дислоцируют в Колумбии. Недавние враги, вынужденные стать братьями по оружию, через джунгли пробираются к сердцу Красного Квадрата, чтобы выполнить свою миссию.

## В ролях
| Актёр                    | Роль             |
| ------------------------ | ---------------- |
| Лэнс Хенриксен           | Роб Рид          |
| Лайл Альзадо             | генерал Рада     |
| Рик Уошберн              | Рик Барнс        |
| Джей Кристиан Ингвордсен | Фрэнк Уайт       |
| Стивен Каман             | полковник Котшов |
| Джон Уэйнер              | Халил            |
| Паркер Гентри            | Парка            |
| Лорна Кортни             | Анка             |
| Пол Боргез               | Кэллэхэн         |
| Энджел Кабан             | Энджелко         |

## Интересные факты
- Съёмки фильма проводились в Советском Союзе в Москве и в Канаде в Онтарио.